# Brent Livermore
Brent Livermore, född den 5 juli 1976 i Grafton, Australien, är en australisk landhockeyspelare.
Han tog OS-brons i herrarnas landhockeyturnering i samband med de olympiska landhockeytävlingarna 2000 på hemmaplan i Sydney.
Han tog därefter OS-guld i samma gren i samband med de olympiska landhockeytävlingarna 2004 i Aten.